# Tirlemont
Tirlemont (nom officiel en français, en néerlandais Tienen) est une ville néerlandophone de Belgique située en Région flamande dans la province du Brabant flamand. La ville compte 36 890 habitants (2025).
Elle est née de la fusion des anciennes communes de Tirlemont, de Bost, de Gossoncourt, de Hakendover, de Kumtich, de Oorbeek, de Oplinter, de Hautem-Sainte-Marguerite et de Vissenaken
Tirlemont s'étale sur plus de 7 000 ha et est située sur la Grande Gette. Cette rivière fut rendue navigable en 1525 jusqu'à la ville même, ce qui fit perdre beaucoup d'influence à Léau.
Tirlemont est également la principale marque historique de sucre en Belgique, à l'instar de Béghin-Say en France.

## Histoire
Dès l'époque gallo-romaine (Ier siècle), Tirlemont est une étape de la voie romaine Tongres-Tirlemont. Les tumuli de Grimde sont aussi des témoignages de la présence romaine dans ces lieux.

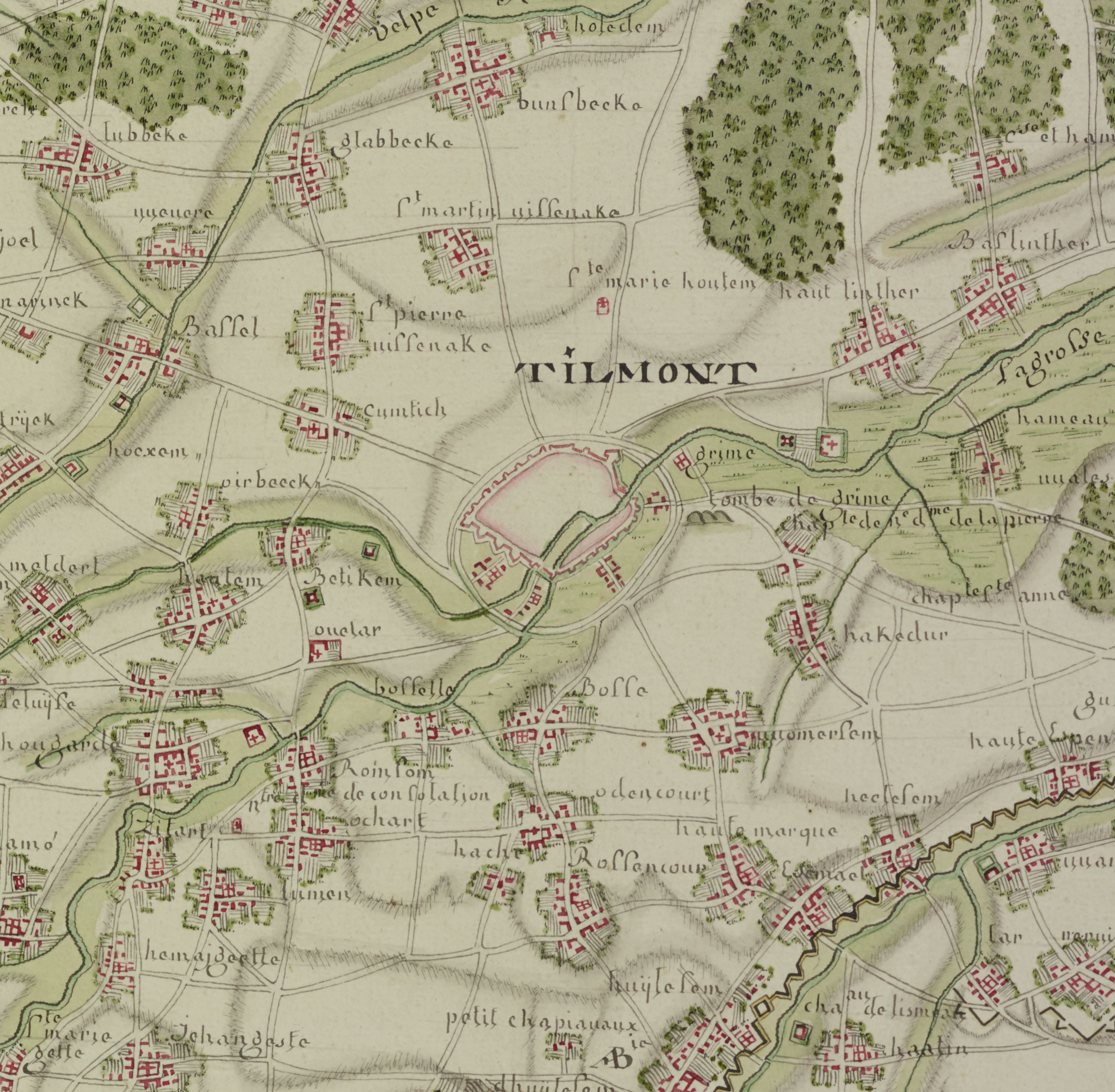
Tirlemont et ses défenses au XVIIIe siècle, carte de Naudin.

Au XIVe siècle, Messire Gillis de Goidenhove, chevalier du quartier de Tirlemont, faisait partie du Conseil souverain de Brabant.
Plusieurs épisodes de combats eurent lieu à Tirlemont pendant le XVIIIe siècle. L'armée révolutionnaire levée par les États belgiques unis contre le pouvoir autrichien battit l'armée impériale à Turnhout et s'empara de Tirlemont en 1789. Les 20 et 21 novembre 1792 une bataille eut lieu entre les armées françaises du général Dumouriez et celles de la Première Coalition, mais aussi le 15 mars 1793 ou la ville fut prise par les généraux de Valence et Francisco de Miranda commandé par Dumouriez et opposés aux mêmes forces.

## Sections de la commune
| # | Section                  | Superf. (km²) | Habitants (2022) | Habitants par km² | Code INS |
| - | ------------------------ | ------------- | ---------------- | ----------------- | -------- |
| 1 | Tirlemont                | 13,00         | 22.787           | 1.753             | 24107A   |
| 2 | Bost                     | 2,81          | 1.622            | 577               | 24107C   |
| 3 | Gossoncourt              | 8,25          | 1.457            | 177               | 24107J   |
| 4 | Hakendover               | 8,15          | 1.385            | 170               | 24107H   |
| 5 | Kumtich                  | 11,81         | 2.910            | 246               | 24107D   |
| 6 | Oorbeek                  | 4,48          | 1.215            | 271               | 24107B   |
| 7 | Oplinter                 | 11,21         | 2.396            | 214               | 24107G   |
| 8 | Hautem-Sainte-Marguerite | 4,44          | 767              | 173               | 24107F   |
| 9 | Vissenaken               | 8,62          | 1.451            | 168               | 24107E   |

## Héraldique
|  | La ville possède des armoiries qui lui ont été octroyées les 15 janvier 1841 et 16 septembre 1981. Tirlemont est l'une des plus anciennes villes de Belgique et a reçu le droit de cité en 1168. Le symbole le plus ancien de Tirlemont était l'Agneau pascal ou Agnus Dei. L'agneau est apparu sur les pièces frappées dans la ville au XIIe siècle et également sur le plus ancien sceau connu datant de 1229. Sur le sceau, l'agneau porte un collier avec un petit écu avec une barre. L'origine de ce petit écu n'est pas connue, mais, selon la légende, le duc Jan van Brabant l'a accordé à la ville au XIIIe siècle. Un sceau ultérieur, datant de 1398, montre également un Agnus Dei avec les armoiries susmentionnés. Les grands sceaux de la fin du XIVe siècle montrent maintenant que deux agneaux sont des supports de l'écu, la même composition ayant été utilisée au début du XIXe siècle comme armoiries officielles de la ville. Pendant le règne de Napoléon, la ville reçut des armoiries le 25 mars 1813, qui ne montraient que l'écu, avec dans le coin supérieur une lettre N avec une étoile, symbole d'une ville du second rang. Aucun support n'a été utilisé. Blasonnement : D'azur à la fasce d'argent. Supports : deux moutons d'argent tenant chacun une bannière aux armes de l'écu, les trabes d'or avec bocquets d'argent, le tout reposant sur un tertre de sinople. - Délibération communale : 26 février 1981 - Arrêté royal : 16 septembre 1981 - Moniteur belge : 6 octobre 1981 sans le blasonnement et 4 janvier 1995 Source du blasonnement : Heraldy of the World. |

|  | Les armoiries de Tirlemont de 1813 à 1841. Blasonnement : D'argent à la fasce d'azur; franc quartier des villes de seconde classe qui est d'azur à un N d'or surmonté d'une étoile rayonnante du même et pour livrées les couleurs de l'écu. |

## Économie
Tirlemont est connue pour son industrie sucrière. C'est la raison pour laquelle on la surnomme la « ville sucrière ». Le groupe sucrier Raffinerie tirlemontoise (faisant partie du groupe allemand Südzucker Group), Tiense Suikerraffinaderij en néerlandais, y a son siège social. Il emploie plus de 1 800 personnes dans ses quatre raffineries belges, dont une se trouve à Tirlemont.

## Démographie

### Démographie: avant la fusion des communes
- Source : DGS recensements population.

### Démographie: commune fusionnée
Elle comptait, au 1er mai 2024, 36 664 habitants (17 844 hommes et 18 820 femmes), soit une densité de 503,83 habitants/km² pour une superficie de 72,77 km².
En tenant compte des anciennes communes entraînées dans la fusion de communes de 1977, on peut dresser l'évolution suivante, :
Les chiffres des années 1831 à 1970 tiennent compte des chiffres des anciennes communes fusionnées.
- Source : DGS, de 1831 à 1981 = recensements population ; à partir de 1990 = nombre d'habitants chaque 1er janvier.[2]

## Culture
Tirlemont accueille chaque année le Suikerrock, festival de musique rock.

## Sport
- Football : RFC Tirlemont-Hageland, DVC Eva's Tirlemont, Voorwaarts Tirlemont (disparu)

## Monuments et lieux d'intérêt

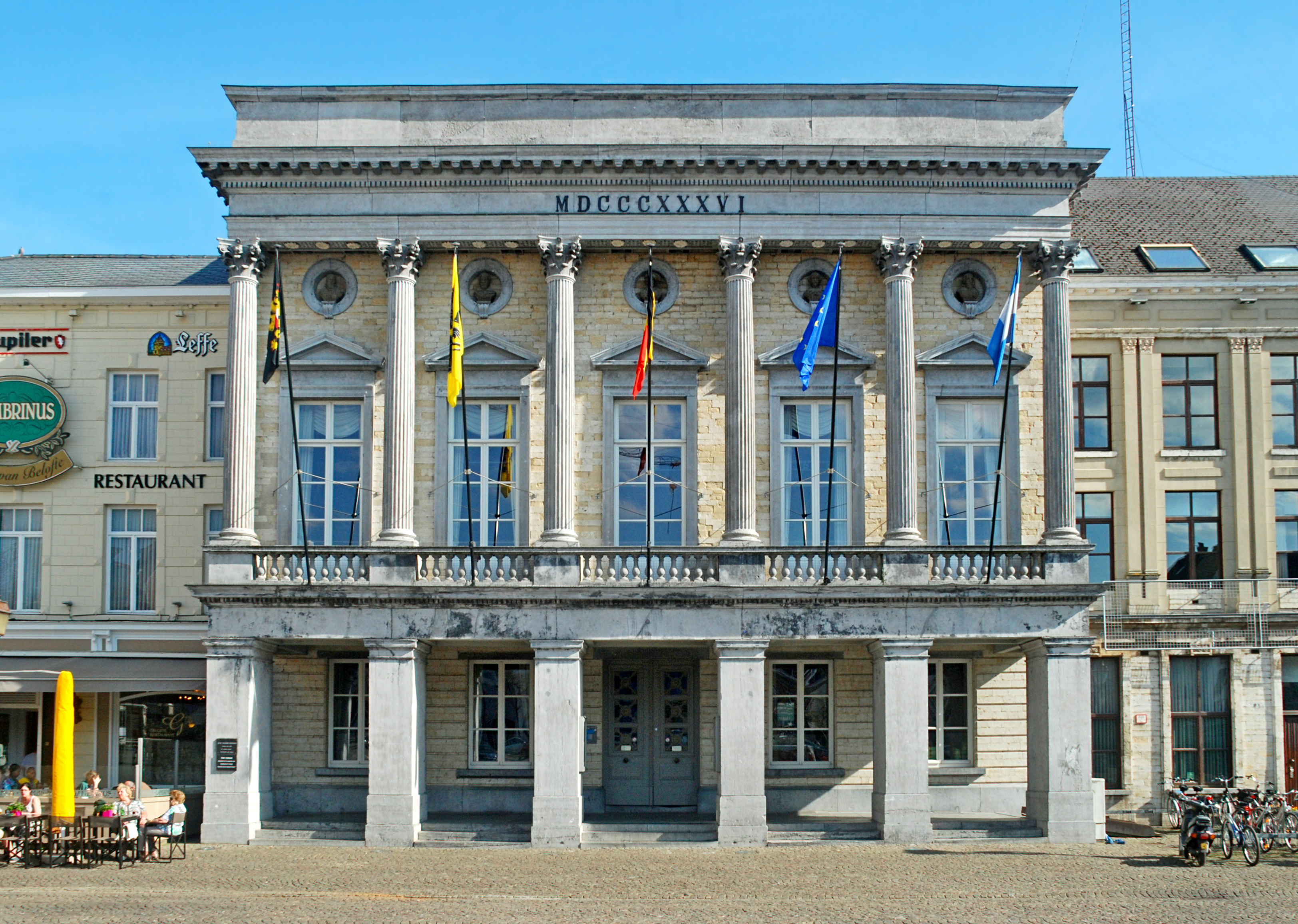
Hôtel de ville.

Sur la Grand-Place :
- Église Notre-Dame-au-Lac
- Hôtel de ville
- Hôtel du Plat d'Étain
- Musée du sucre (nl)
- Het Toreke (nl), ancienne prison transformée en musée

En dehors de la Grand-Place :
- Mithraeum de Tirlemont (IIIe siècle apr. J.-C.)
- Tumuli de Grimde (Ier et IIe siècles apr. J.-C.)
- Église du Béguinage.
- Église Saint-Germain.
- Chapelle Notre-Dame de la Pierre
- Chapelle Saint-Pierre de Grimde
- Église Sainte-Geneviève d'Oplinter

Églises de Tirlemont
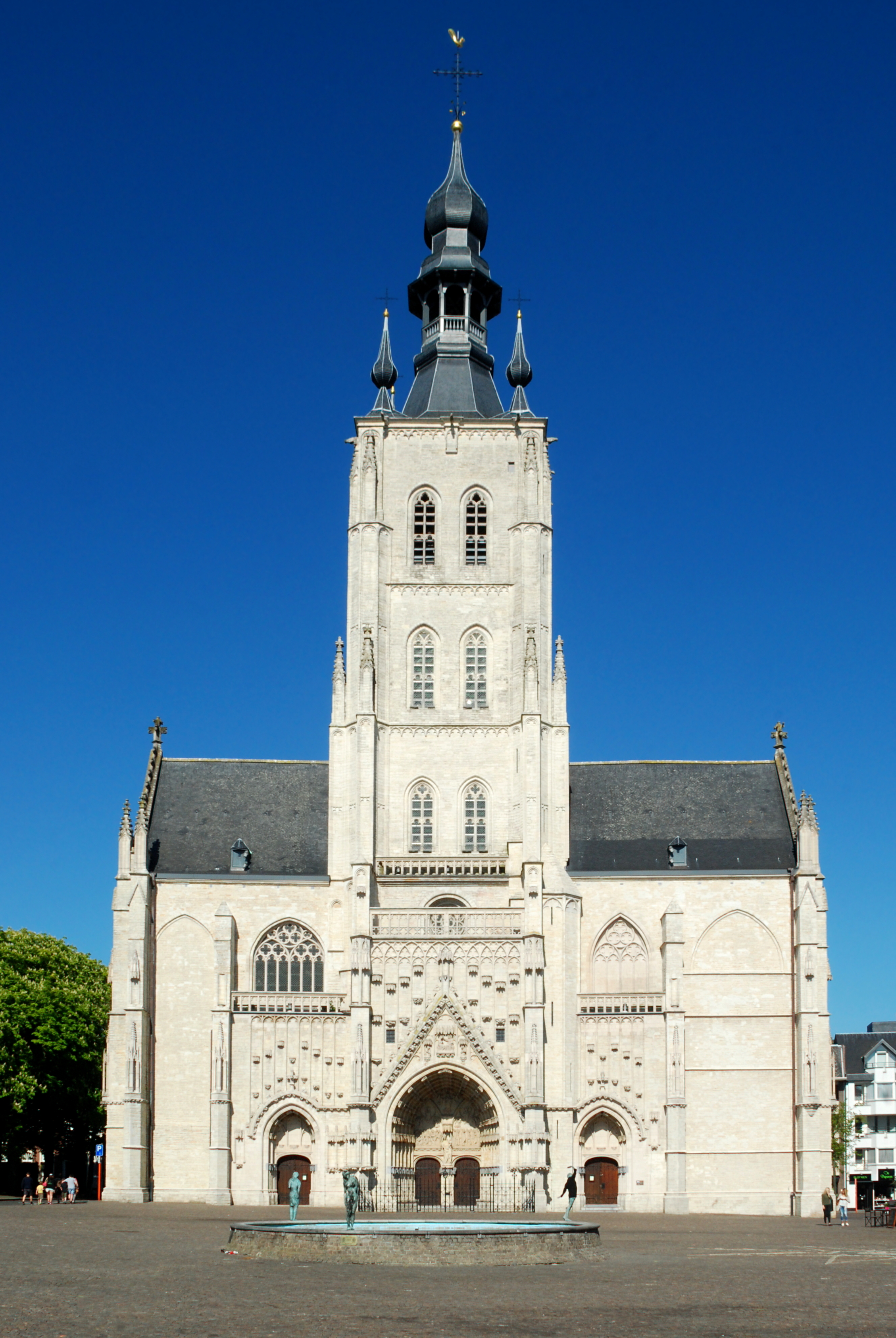
Église Notre-Dame-au-Lac.
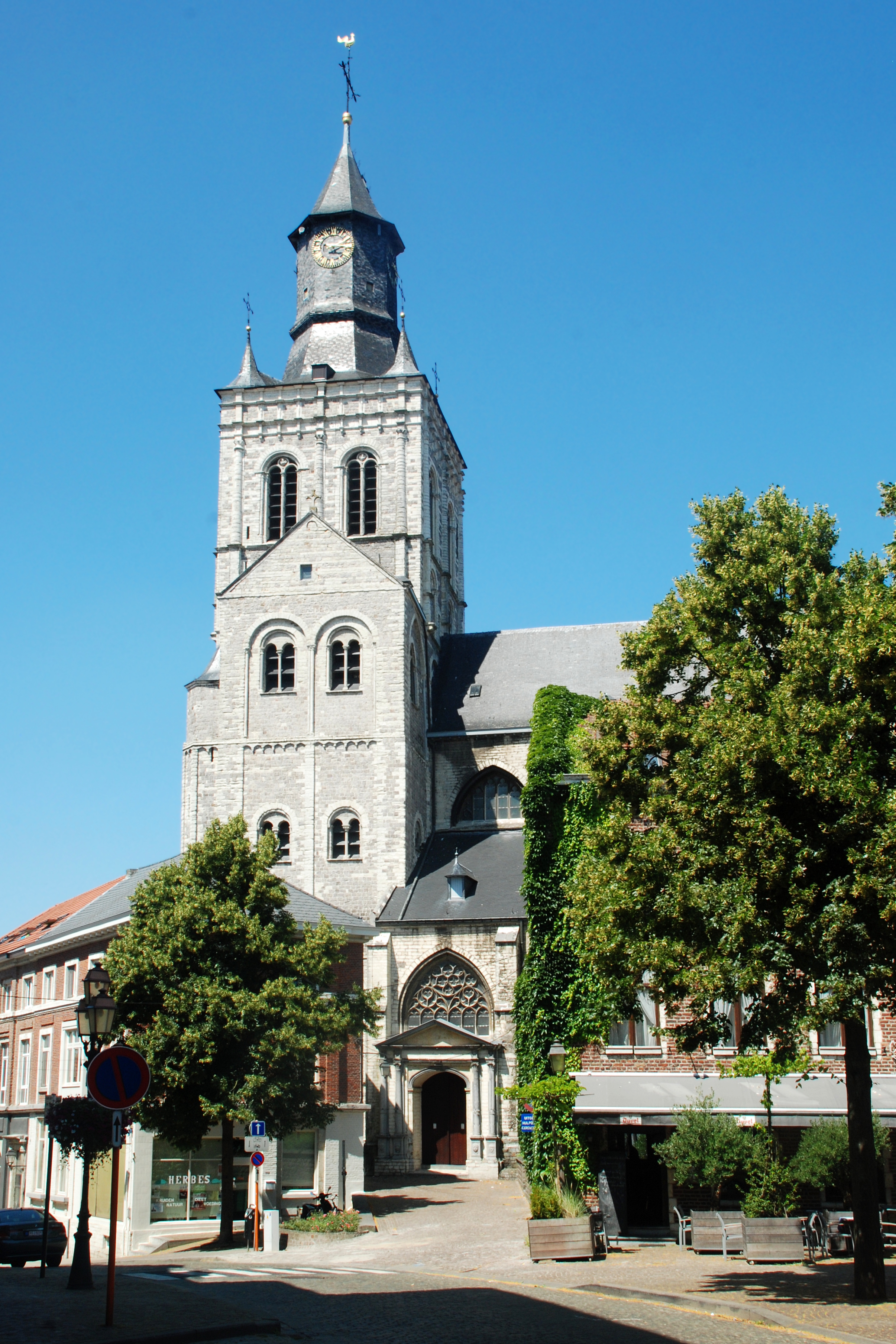
Église Saint-Germain.
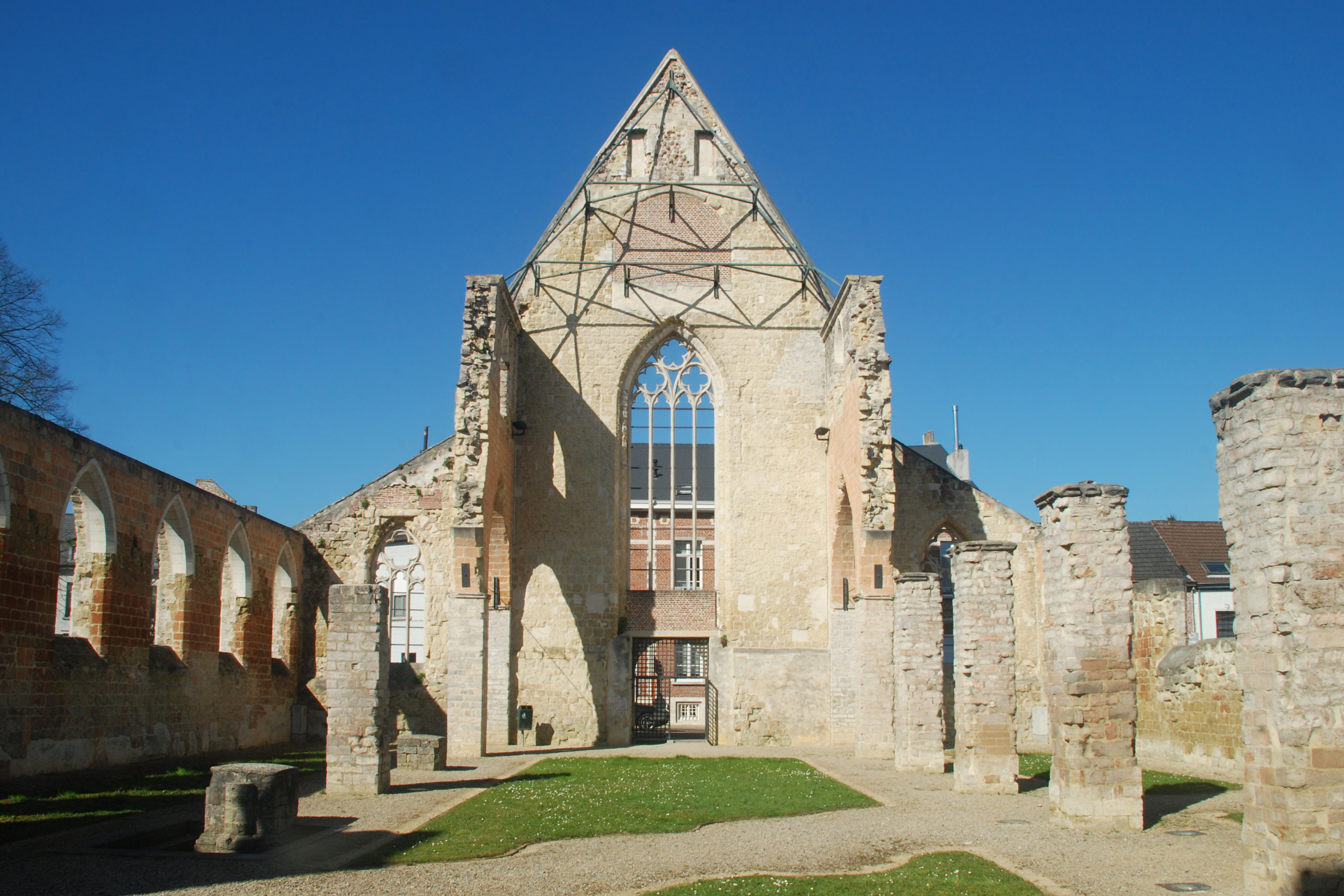
Église du Béguinage.
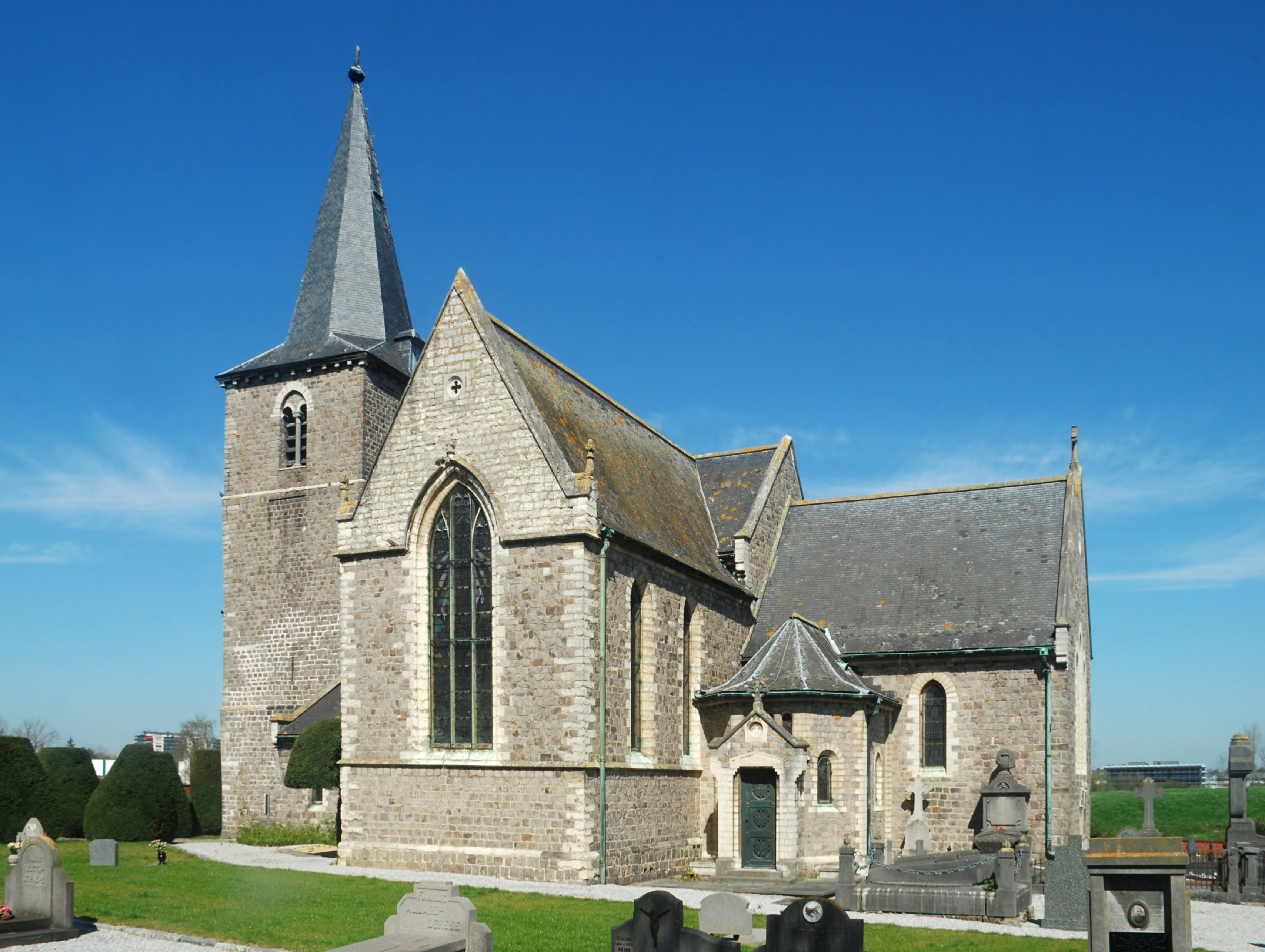
Chapelle Saint-Pierre de Grimde.
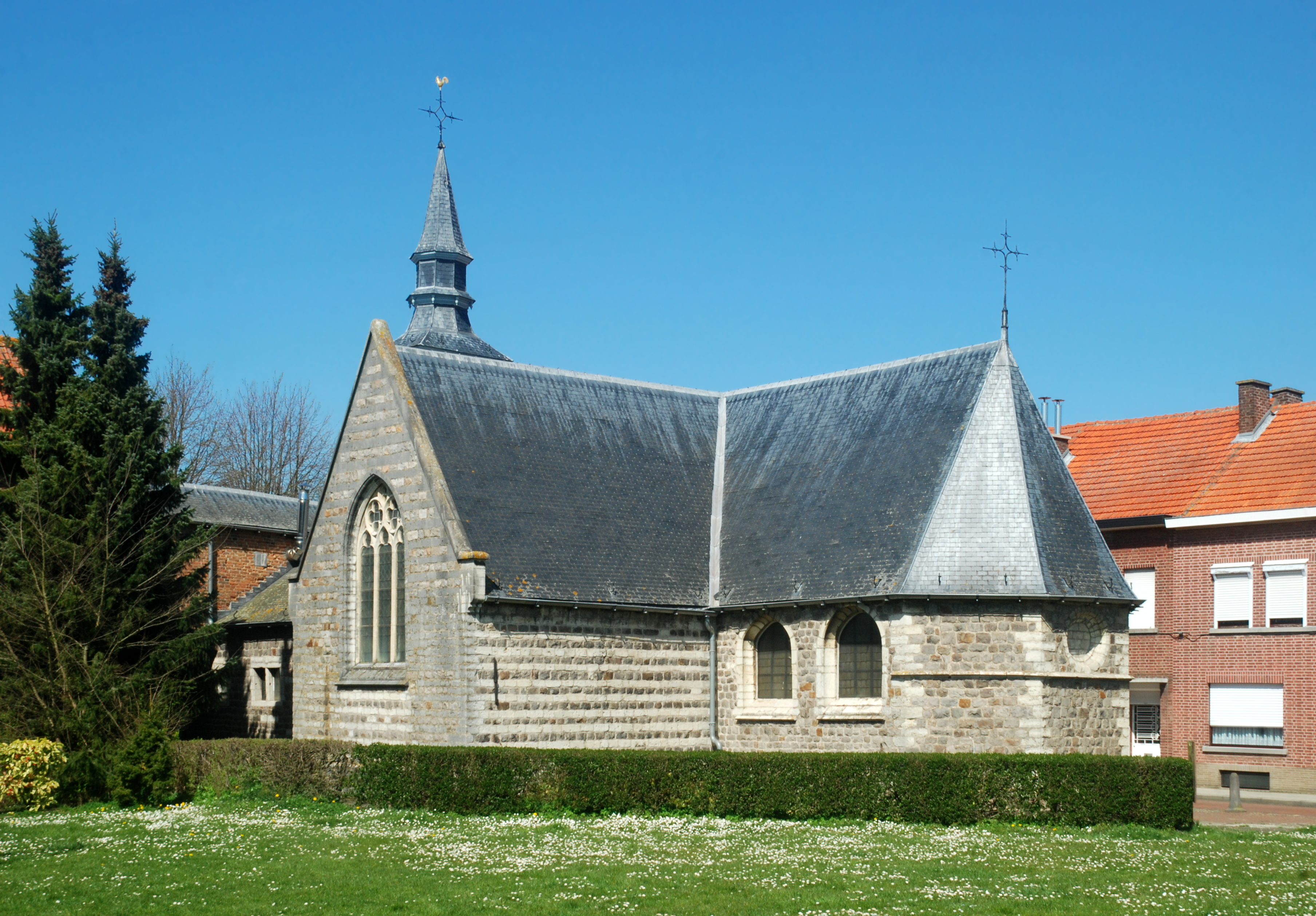
Chapelle Notre-Dame de la Pierre.
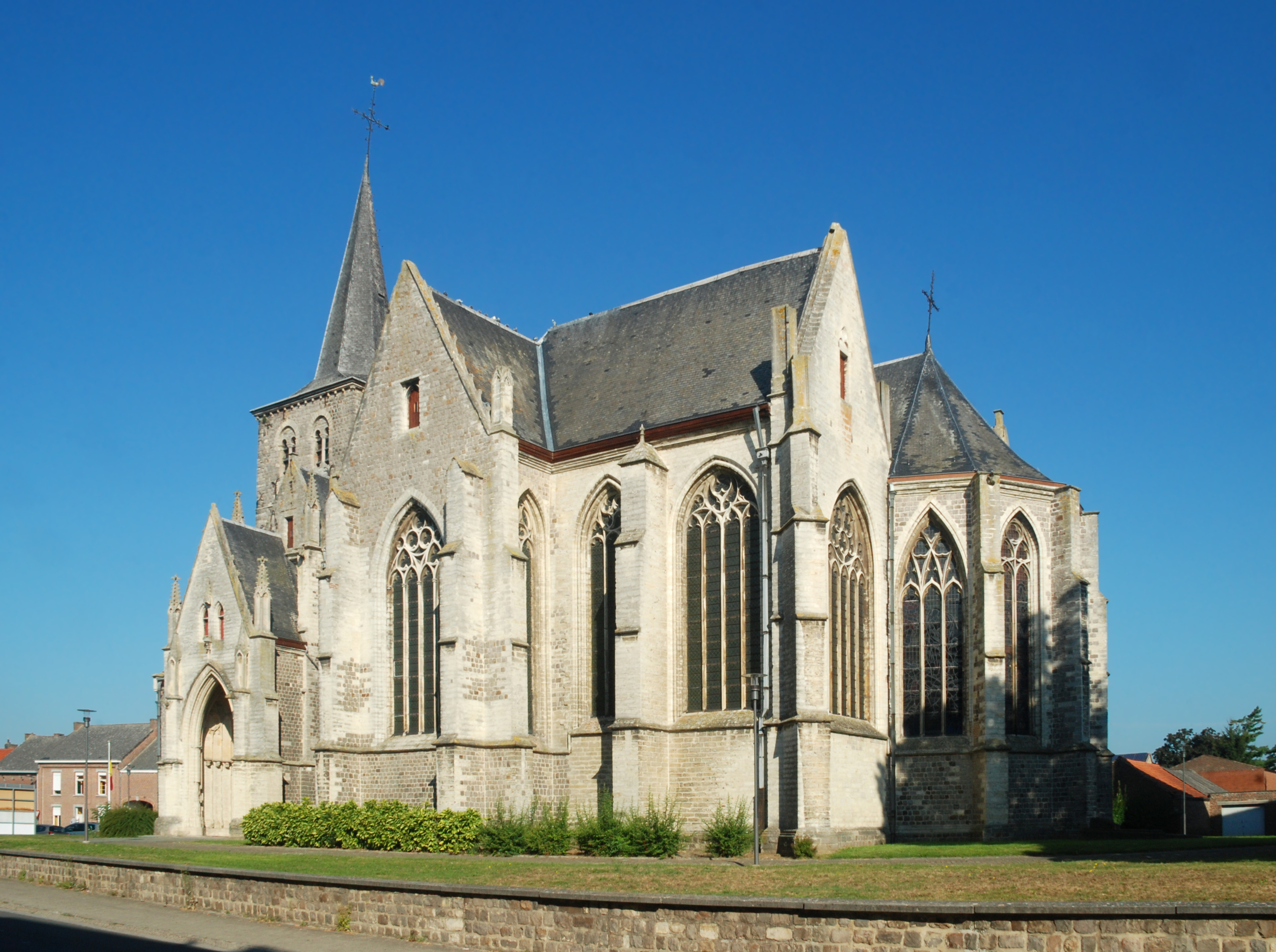
Église Sainte-Geneviève d'Oplinter.

## Personnalités liées à la ville
- Fernand Ledoux, comédien, né dans la commune
- Victor Francen (1888-1977), acteur de cinéma
- Julien Bergé, raffineur et fabricant de sucre
- Jean-Jacques Crèvecœur, conspirationniste
- Joseph van den Berghe de Binckum, chevalier (1804-1872), fondateur en 1836 de l'industrie sucrière tirlemontoise.
- Jacques-Joseph Gilain (1792-1863), fondateur de la Société anonyme des ateliers de construction J.J. Gilain (exportation de machines à vapeur)
- Léon Van Den Bossche (1841-1911), diplomate et sénateur, fondateur de l'Hortus thenensis
- Louis Michel, (né le 2 septembre 1947), homme politique, député européen, ministre d'État, ex-commissaire européen au Développement et à l'Aide humanitaire dans la Commission Barroso.
- Tom Van Imschoot (né le 4 septembre 1981), joueur du RAEC Mons

### Note
1. ↑  Les dernières dates du Suikerrock étaient Madness (2014), ZZ Top (2010), John Fogerty (2010), Status Quo (2009), Simple Minds (2009) et Deep Purple (2008). En 2016, il y a eu David Gilmour les 27 et 28 juillet et à nouveau Deep Purple le 29 juillet[10]. En 2018, Alanis Morissette était en tête d'affiche du Suikerrock

## Pour compléter